# Királynék völgye 53
A Királynék völgye 53 (QV53) egy ókori egyiptomi sír a Királynék völgyében. A XX. dinasztia idején épült III. Ramszesz egyik fia, Ramszesz-Meriamon herceg (talán a későbbi IV. Ramszesz) számára. Egyike annak az öt hercegi sírnak, amelyek III. Ramszesz fiai számára készültek a völgyben.

## Leírása
A sír a fő vádi délnyugati részében helyezkedik el, Titi királyné (QV52) és Amonherkhopsef (QV55) között. Észak-déli irányú. Egy előkamrából 181-185 cm széles folyosó indul ki, melyből két mellékkamra nyílik. A folyosó újabb kamrába, valószínűleg a sírkamrába vezet, melyből nagy mellékkamra nyílik.
A sír díszítéséből kevés maradt fenn, ami sokáig megnehezítette a tulajdonos azonosítását. Az első teremben láthatóak III. Ramszesz kártusai. A többi korabeli hercegi sírhoz hasonlóan Ramszesz a herceggel együtt istenek előtt jelenik meg. Az első folyosó bejáratánál jobbra Nebethet látható, mint a Nyugat úrnője, balra pedig a Halottak Könyvéből származó feliratok – a 145. fejezetben szereplő túlvilág kapuit érdekes módon felosztották a hercegek sírjai közt, a QV53-ba az 1.-4. kapu került. A következő helyiség valószínűleg a sírkamra lehetett, mert bejáratánál Anubiszt említik. Mellette töredékes felirat, melyen Ramszeszt a nagy királyi hitves fiaként említik. A díszítést két rétegben vitték fel a falra, de az ábrázolásokon nem módosítottak.
A sírba a 2. században, 165 és 180 között tömboló bubópestisjárvány idején a betegségben elhunytakat temették, összesen 276 személy csontjai kerültek elő. A sír előtt megtalálták egy mészégető maradványait, ez vagy római kori, és a pestisben elhunytak testének leöntéséhez használt mész készítéséhez használták, vagy a kopt időkben készült, az 5. század végén / 6. század elején, ugyanabban az időben, amikor a Királynék völgye 60 sírt kopt kápolnává alakították, és ehhez az építkezéshez kellett.

## Feltárása
A sírt Robert Hay skót régiségkereskedő kutatta először, 1826-ban. Jean-François Champollion és Ippolito Rosellini, akik 1829-ben kutattak a Királynék völgyében, a falak erősen károsodott dekorációja alapján még nem tudták azonosítani a sír tulajdonosát. Karl Richard Lepsius, aki 1844-ben összeírta a sírokat, rámutatott, hogy III. Ramszesz kártusai láthatóak a falon. A sírnak Hay a 3., Wilkinson a 11., Lepsius a 8. számot adta. Az 1956 április-májusában a feliratokat lemásoló Jean Yoyotte azonosította a sírt Ramszesz herceg sírjaként. Az ásatás sokáig nehézségekbe ütközött, mert a sír félig tele volt törmelékkel, egészen addig, amíg a CEDAE/CNRS francia-egyiptomi kutatócsoport az 1980-as évek közepén dolgozni nem kezdett rajta. A legfontosabb leletek közé tartoznak egy gránit hercegszobor töredékei és egy kék fajansz parókatartó.

## Fordítás
- Ez a szócikk részben vagy egészben  a   QV53 című német Wikipédia-szócikk ezen változatának fordításán alapul.  Az eredeti cikk szerkesztőit annak laptörténete sorolja fel. Ez a jelzés csupán a megfogalmazás eredetét és a szerzői jogokat jelzi, nem szolgál a cikkben szereplő információk forrásmegjelöléseként.